# Hystrix sumatrae
Hystrix sumatrae là một loài động vật có vú trong họ Nhím lông Cựu Thế giới, bộ Gặm nhấm. Loài này được Lyon mô tả năm 1907.